# Busso von Hagen
Busso von Hagen (* 3. Oktober 1665 in Plötzkau; † 18. Dezember 1734 in Biendorf) war ein braunschweigisch-kaiserlicher General.

## Leben

### Herkunft
Busso war ein Angehöriger derer von Hagen. Seine Eltern waren Michael Hermann von Hagen (1620–1666) und Klara von der Asseburg († 1675).

### Werdegang
Hagen war Erbherr auf Wolsdorf, Döbernitz und Biendorf, wo er um 1720 ein Gutshaus, das spätere Schloss Biendorf errichten ließ. Mit dem Erblehngut Döbernitz war er 1716 belehnt worden. 1734 überließ er dieses Gut seinem Sohn.
Er war braunschweigischer General en chef und avancierte am 13. Mai 1720 zum kaiserlichen Feldmarschallleutnant.

### Familie
Er war in erster Ehe mit seit 1698 mit Dorothea Henriette von Schöning (1682–1714), einer Tochter des Feldmarschalls Hans Adam von Schöning und in zweiter Ehe seit mit Ehrengardt Marie von der Schulenburg (1664–1748), Witwe des Philipp Ludwig von Canstein (1669–1708), Oberst und Kommandeur des Regiments Gens d’armes. Aus erster Ehe sind drei Kinder hervorgegangen:
- Anton August Graf von Hagen (1702–1758), polnisch-sächsischer Oberstleutnant und Kammerherr, ⚭ Eleonore Friederike Gräfin von Wartensleben, eine Tochter des preußischen Generalfeldmarschalls Alexander Hermann von Wartensleben.
- Klara Luise von Hagen (1703–1731), ⚭ 1719 Volrad August von Rauchhaupt (1694–1733), Erbherr auf Trebnitz, ihr Enkel war Levin August Graf Bennigsen.
- Sophie Wilhelmine von Hagen (1710–1742), ⚭ 1728 Gebhard Johann IV. von Alvensleben (1703–1763)